# Grivka, Kărdjali
Grivka (în bulgară Гривка) este un sat în comuna Krumovgrad, regiunea Kărdjali,  Bulgaria. 

## Demografie
Componența etnică a satului Grivka
     Turci (98,7%)
     Nicio identificare (1,29%)
     Altele (0%)
La recensământul din 2011, populația satului Grivka era de 77 locuitori. Din punct de vedere etnic, majoritatea locuitorilor (98,7%) erau turci. Pentru 1,29% din locuitori nu este cunoscută apartenența etnică.